# Edward Hussey-Montagu (1er comte Beaulieu)
Edward Hussey-Montagu, 1er comte Beaulieu, (1721 - 25 novembre 1802) est un pair et homme politique britannique.

## Biographie
Né Edward Hussey, il est le fils de parents irlandais, James Hussey et Catherine Parsons (une fille de Richard Parsons, 1er vicomte Rosse). La famille Hussey est arrivée en Irlande en 1172 et comprend d'importants propriétaires terriens dans le comté de Meath et le comté de Kerry. La branche aînée de cette famille porte le titre de baron Galtrim, bien que cela semble avoir été une baronnie féodale irlandaise plutôt qu'une pairie et n'autorise pas son titulaire à siéger à la Chambre des lords irlandaise.
En 1743, il épouse Isabella Montagu, duchesse douairière de Manchester, fille de John Montagu (2e duc de Montagu) et de Mary Churchill (une fille du 1er duc de Marlborough). En 1749, il change légalement son nom de famille en Hussey-Montagu et est nommé Chevalier Compagnon du Bain en 1753.
De 1758 à 1762, il est député Whig de Tiverton et, à sa retraite, est élevé à la pairie en tant que baron Beaulieu, de Beaulieu dans le comté de Southampton, et plus tard comte Beaulieu, de Beaulieu dans le comté de Southampton, en 1784. À sa mort à Dover Street (près de Piccadilly) en 1802, ses titres s'éteignent car son fils unique, John, Lord Montagu est décédé en 1787. Il est enterré le 14 décembre de la même année à Warkton, Northamptonshire.

## Vie privée
Edward Hussey a deux enfants par Isabella Montagu :
- John Hussey-Montagu, (1746-1787), député 1772-1787, titré baron Montagu
- Isabelle Hussey-Montagu (1750-1772) ; morte sans descendance ;

et un enfant de Martha Howel, la femme de chambre au service de Lord Beaulieu :
- Elizabeth Hussey, 1780-1865, « décrite ou présumée être sa fille naturelle » (600 descendants en octobre 2012, principalement en France).